# Francisco de Salm-Salm
Francisco José de Salm-Salm (5 de julio de 1801-31 de diciembre de 1842) fue un príncipe y militar alemán.

## Biografía
Fue uno de los hijos de Constantino, príncipe de Salm-Salm y, de la que era su segunda esposa desde 1788, la condesa María Walburga de Sternberg-Manderscheid (1770–1806). Tuvo otros seis hermanos enteros, los príncipes:
- Cristián Felipe de Salm-Salm (1791–1791).
- Jorge Leopoldo Maximiliano Cristián de Salm-Salm (1793–1836) casado con la condesa Rosina de Sternberg (1802–1870).
- Leonora Guillermina Luisa de Salm-Salm (1794–1871), casada con Alfredo, X príncipe de Croÿ-Dülmen (1789–1861).
- Juana Guillermina Wilhelmine Augusta de Salm-Salm (1796–1868), casada con Felipe de Croÿ (1801–1871).
- Augusta Luisa María de Salm-Salm (1798–1837).
- Sofía de Salm-Salm (1799–).

Además, su padre tuvo un primer matrimonio (1782) con la princesa Victoria Felicitas de Löwenstein-Wertheim-Rochefort (1769–1789). De este primer matrimonio, Francisco tendría dos medio hermanos, los príncipes:
- María Victoria (1784-1786).
- Florentín, (sucesor de su padre como príncipe de Salm-Salm), casado con Flaminia de Rossi.

En 1810 su padre contraería matrimonio morganático con Catalina Bender (1791–1831). Este postrer matrimonio de su padre, tendría como fruto cinco hijos que por su carácter morganático serían titulados condes de Salm-Hoogstraeten:
- Otón Luis Osvaldo de Salm-Hoogstraeten (1810–1869).
- Eduardo Augusto Jorge de Salm-Hoogstraeten (1812–1886).
- Rodolfo Germán Guillermo Florentino de Salm-Hoogstraeten (1817–1869).
- Alberto Federico Luis Juan de Salm-Hoogstraeten (1819–1904).
- Germán Juan Ignacio Federico de Salm-Hoogstraeten (1821–1902).

Hacia 1840 viajó a Italia junto con el pintor Franz Nadorp, que era protegido por su padre. En ese viaje, el rey Víctor Manuel I de Cerdeña le otorgó el uso del uniforme de coronel de granaderos del ejército sardo.
Contraería matrimonio el 24 de marzo de 1841 con su prima la princesa María Josefina Sofía de Löwenstein-Wertheim-Rochefort. De este matrimonio tendría únicamente una hija, María Leonor (1842-1891). María Leonor  contraería primeras nupcias con su primo Mariano Téllez-Girón (1814–1882), XII duque de Osuna; y en segundas nupcias con su también primo Rodolfo de Cröy-Dülmen (1823-1902), hijo de su tía paterna Leonor.
Francisco murió el 31 de diciembre de 1842, dejando a una hija de menos de un año. Su viuda contraería un segundo matrimonio con el príncipe Carlos de Solms-Braunfels.